# Список музеев Белграда
Белград является культурным центром Сербии и лидером по числу музеев и галерей среди городов страны. Наиболее известным белградским музеем является Национальный музей, основанный в 1844 году. В его хранилищах размещается более 400 000 экспонатов, в том числе знаменитое Мирославово Евангелие. Не менее известен Военный музей в Белградской крепости, где хранятся более 30 000 предметов и более 100 000 фотографий, начиная со времён античности и заканчивая войной 1999 года.
Близ Белграда, рядом с аэропортом «Никола Тесла Белград», расположен Музей воздухоплавания с более чем 200 различными самолётами, около 50 из которых выставлены на постоянной основе. Среди его экспонатов имеются некоторые самолёты, сохранившиеся в единственном экземпляре, как, например, итальянский истребитель Fiat G.50. Также в фондах музея есть обломки самолётов и БПЛА стран НАТО, сбитых во время бомбардировок Югославии в 1999 году.
Более 150 000 экспонатов имеется в Этнографическом музее, который был основан в 1901 году. В его коллекциях находятся предметы из всех стран бывшей Югославии. Коллекцией в 8450 экспонатов обладает Музей современного искусства, собирающий экспонаты не старше 1900 года. Значительной подборкой экспонатов также обладает Музей Николы Теслы. В его коллекциях хранится 160 000 документов и 5700 различных предметов, принадлежавших знаменитому учёному. Также крупным белградским музеем является Музей Вука и Доситея, рассказывающий о жизни, работе и наследии Вука Караджича (1787—1864), реформатора сербского языка, и Доситея Обрадовича (1742—1811), просветителя и первого министра просвещения.

## Легенда
В списке представлены музеи, расположенные на территории округа Белград. 
Таблица:
- Название — название музея на русском языке;
- Время основания — дата основания музея;
- Местонахождение — адрес музея;
- Описание — краткое описание музея;
- Фото — фотография здания музея;

Сортировка может проводиться по первым трем из выбранных столбцов таблиц.

## Список музеев
| Название                           | Время основания | Местонахождение                        | Описание | Фото |
| ---------------------------------- | --------------- | -------------------------------------- | --- | ---- |
| Архив Сербии                       | 1900            | Улица Карнегиева, 2                    | Архив Сербии был основан в 1900 году с целью сохранения и издания архивных документов страны, начиная с периода Средневековья. Самый старинный документ из его фондов датируется 1330 годом. |      |
| Архив Югославии                    | 1950            | Улица Васе Пелагича, 33                | Архив Югославии, ранее именовавшийся Архивом Сербии и Черногории, размещён в здании задужбины короля Александра I Карагеоргиевича. Оно было построено в 1933 году по проекту архитектора Воина Петровича. Документы архива размещены в 840 фондах и коллекциях, они относятся к периоду Королевства Югославии, СФРЮ и СРЮ.                                                                       |      |
| Башня Небойша                      | 2010            | Белградская крепость                   | Музей в башне Небойша был открыт при помощи Правительства Греции. Он посвящён греческому герою Ригасу Фереосу, Первому сербскому восстанию, созданию современного сербского государства и истории самой башни, длительное время бывшей темницей. |      |
| Военный музей                      | 1878            | Белградская крепость                   | Впервые был открыт для посещений в 1904 году. В фондах музея около 30 тысяч предметов, объединённых в несколько коллекций: археологическую, коллекции оружия, наград, знамён, одежды и униформы, картин и фотографий. |      |
| Галерея «Петар Добрович»           | 1974            | Улица Короля Петра, 36                 | Галерея размещается в фото-ателье знаменитого сербского фотографа Петра Добровича. Тематические выставки его работ проходят в галерее с 2010 года. |      |
| Галерея «Сингидунум»               | 1980            | Улица Князя Михаила, 40                | Галерея была основана в 1980 году рядом деятелей искусства. Она разделена на две части — экспозиционную и коммерческую. В коммерческой продаются картины, фотографии, керамика и т. д. Галерея принимает активное участие в ряде белградских культурных мероприятий. |      |
| Галерея фресок                     | 1953            | Улица Царя Уроша, 20                   | Галерея была основана в качестве специальной организации, занимающейся сохранением сербского средневекового искусства. Организационно входит в состав Национального музея, в её коллекциях представлены копии фресок и средневековых скульптур. |      |
| Дворец княгини Любицы              | 1831            | Улица князя Симы Марковича, 8          | Был построен князем Милошем Обреновичем в качестве резиденции для своей супруги Любицы. Расположен в центре Белграда. По решению городских властей преобразован в музейную экспозицию, демонстрирующую быт сербских горожан в XIX веке. В 1979 году здание объявлено памятником культуры особого значения.                                                                                       |      |
| Дом Йеврема Груйича                | 2015            | Улица Светогорская, 17                 | Музей размещён в здании, которое было воздвигнуто на средства Йеврема Груйича для его дочери Мирки, придворной дамы королевы Марии Карагеоргиевич. В 1961 году здание было провозглашено памятником культуры. В коллекциях музея хранятся картины, оружие, а также предметы быта с XVI по XIX века.                                                                                              |      |
| Дом легатов                        | 1955            | Улица Князя Михаила, 46                | Расположен в здании, построенном в 1869 году и принадлежавшем купцу Велько Савичу. Хранит легаты и подарки Белграду, сделанные с 1955 года. |      |
| Еврейский исторический музей       | 1948            | Улица Короля Петра, 71                 | Музей располагается в здании, воздвигнутом в 1928 году для нужд белградских евреев-сефардов. Экспонаты музея отображают две тысячи лет истории евреев на землях стран бывшей Югославии. |      |
| Железнодорожный музей              | 1950            | Улица Неманина, 6                      | В фондах музея хранятся экспонаты, посвящённые развитию железнодорожного транспорта в Сербии и других странах мира, в том числе несколько локомотивов, произведённых во второй половине XIX века. |      |
| Исторический архив Белграда        | 1945            | Улица Пальмира Тольятия, 1             | Архив насчитывает более 2700 фондов и коллекций документов по истории Белграда и Сербии, начиная с XVI века и заканчивая современностью. |      |
| Исторический музей                 | 1963            | Улица Джуры Якшича, 9                  | В 25 коллекциях музея хранится более 35 000 предметов, начиная от Средневековья и заканчивая современностью. Музей занимается историей всех народов, живших и живущих на территории современной Сербии. |      |
| Коллекция икон Секулич             | 2011            | Улица Узун Миркова, 5                  | Коллекция насчитывает 165 сербских, итальянских, греческих и русских икон. |      |
| Музей африканского искусства       | 1977            | Улица Андре Николича, 14               | В основу коллекции музея легли экспонаты из частного собрания семьи Веды Загорац и Здравко Печара, журналиста, а затем дипломата Югославии, служившего в семи африканских странах в течение 20 лет. В музее выставлено около 1800 экспонатов, в основном из западной Африки, среди них большая коллекция африканских масок.                                                                      |      |
| Музей воздухоплавания              | 1957            | Аэродром «Никола Тесла», община Сурчин | Был основан при Штабе ВВС и ПВО югославской армии. В собрании музея хранится более 200 летательных аппаратов, 130 авиадвигателей, несколько радиолокаторов, ракет, а также оборудование, 20 тысяч книг и свыше 200 тысяч фотографий. В 2013 году здание музея получило статус памятника культуры.                                                                                                |      |
| Музей Вука и Доситея               | 1949            | Улица Господар Јевремова, 21           | Музей размещён в старинном здании (1739 года), которое является старейшим сохранившимся жилым домом в стиле османской архитектуры в Белграде. Оно входит в список памятников особого значения Сербии. С 1979 года музей вошёл в состав Народного музея. Состоит из двух частей: на первом этаже находится отдел, посвящённый Доситею Обрадовичу, a на втором этаже — Вуку Стефановичу Караджичу. |      |
| Музей города Белграда              | 1903            | Улица Змай Йовина, 1.                  | Содержит коллекцию из более чем 130 тысяч экспонатов. В его состав входят три департамента: археологический, исторический, художественный, которые включают в себя 25 отделов. Из-за нехватки пространства постоянных выставок не проводится, экспонаты музея демонстрируются в Дворце княгини Любицы, либо в других зданиях.                                                                    |      |
| Музей естественной истории         | 1895            | Улица Негошева, 51                     | Стал первым специализированным институтом в Сербии, занимающимся описанием и сохранением сербской природы. В 117 коллекциях хранится более 1,5 миллиона предметов из Сербии и других стран мира. У музея нет собственного здания, выставки проходят в специальной галерее в Белградской крепости.                                                                                                |      |
| Музей Йована Цвиича                | 1963            | Улица Елены Четкович, 5                | Посвящён знаменитому сербскому географу и этнографу Йовану Цвиичу. Размещается в доме, который он построил в 1905 году. В музее хранятся письма, документы, фотографии и другие личные предметы Цвиича. |      |
| Музей Иво Андрича                  | 1976            | Улица Андричев венац, 8                | Организационно входит в состав Музея Белграда. Его экспозиция демонстрирует атмосферу жизни и быта писателя, его жизненный путь. Среди экспонатов представлены фотографии и оригинальные рукописи, а также издания его книг на различных языках. Перед музеем стоит памятник Иво Андричу. |      |
| Музей истории Югославии            | 1996            | Улица Ботичева, 6                      | Организационно состоит из трёх музеев: Музея «25 мая», Дома цветов и Старого музея. В его коллекции 200 000 экспонатов, иллюстрирующих югославскую историю XX века, и в основном рассказывающих о жизни и работе Иосипа Броз Тито. |      |
| Музей лагеря Баньица               | 1969            | Улица Павле Юришича Штурма, 33         | Посвящён концентрационному лагерю Баньица и находится в том же здании, где в годы Второй мировой войны был лагерь. Посетителям демонстрируется около 400 экспонатов. |      |
| Музей науки и техники              | 1989            | Улица Скандербега, 51                  | Музей был основан по инициативе академика Александра Деспича. Посетителям демонстрируется 25 коллекций с примерно 700 экспонатами. |      |
| Музей Николы Теслы                 | 1952            | Улица Крунская, 51                     | В музейной коллекции насчитывается более 160 000 оригинальных документов, более 2000 книг и журналов, более 1200 технических изобретений и несколько тысяч фотографий, схем и рисунков, принадлежавших Николе Тесле, а также его личные вещи. |      |
| Музей Паи Йовановича               | 1970            | Улица Короля Милана, 21/4              | Посвящён сербскому художнику Пае Йовановичу. В музее частично воссоздана его венская студия, представлены его работы и личные предметы. |      |
| Музей почты, телеграфа и телефона  | 1923            | Улица Матери Евросимы, 13              | Музей был основан в качестве филиала Министерства почты и телеграфа, располагался в его здании на Делиградской улице. В 1930 году музей переехал на улицу Матери Евросимы, в здание, построенное по проекту архитектора Момира Коруновича, где располагается и поныне. Его коллекции отображают историю почты в Сербии.                                                                          |      |
| Музей прикладного искусства        | 1950            | Улица Вука Караджича, 18               | Музейные коллекции отражают 2400 лет истории искусства. Общее число экспонатов около 32000. Наиболее древние датируются IV веком до н. э.. |      |
| Музей ретро-автомобилей            | 1929            | Улица Матери Евросимы, 30              | Музей размещён в здании, спроектированным русским архитектором Василием Сташевским. В его коллекции находится 50 старинных автомобилей, а также водительские права того периода, первые правила дорожного движения и т. д.. |      |
| Музей Сербской православной церкви | 1954            | Улица Короля Петра, 5                  | Музей размещён в здании Патриархии. В его собраниях находятся экспонаты, посвящённые жизни сербов в Габсбургской монархии, портреты церковных деятелей, образцы резьбы, старое сербское Евангелие и печатные книги XIII—XVIII вв., одежда, утварь, изделия из металла, дерева и слоновой кости, а также русские и сербские иконы.                                                                |      |
| Музей современного искусства       | 1965            | Ушче 10, блок 15, Нови-Београд         | Фонды музея состоят из нескольких коллекций: картин с 1900 по 1945 гг., картин с 1945 года, скульптур, гравюр и рисунков, мультимедийного искусства (фотография, фильмы, видео). В них хранится около 35 тысяч предметов. |      |
| Музей театрального искусства       | 1950            | Улица Господар Евремова, 19            | Размещён в бывшем доме купца Милойе Божича, построенном в 1863 году. Музейное собрание состоит из архивных материалов и документации, писем, рукописей, плакатов и программ, фотографий, эскизов сцен и костюмов, собраний книг и газетных вырезок. |      |
| Музей Томы Росандича               | 1963            | Улица Любы Йовановича, 3               | Первый мемориальный музей в Белграде, посвящён сербскому скульптору Томе Росандичу. Размещается в построенном им доме. В коллекции музея созданные им скульптуры, инструменты из мастерской, письма и личные документы. |      |
| Музей «Цептер»                     | 2010            | Улица Князя Михаила, 42                | Первый частный музей в Сербии. Был открыт в 2010 году в здании, некогда принадлежавшем Первому хорватскому банку. В коллекции музея находится 350 работ 132 авторов, демонстрирующих сербское искусство второй половины XX века. |      |
| Музей цыганской культуры           | 2009            | Улица Рузвельта, 41—43                 | Музей был открыт в 2009 году при финансовой помощи Скупщины Белграда. Кроме постоянной экспозиции, в нём проводятся тематические выставки. |      |
| Музей югославского киноархива      | 1952            | Улица Косовская, 11                    | Музей хранит одну из крупнейших коллекций фильмов в Европе. В его фондах находится более 85 000 копий фильмов, а также другие экспонаты. |      |
| Национальный музей Сербии          | 10 мая 1844     | Площадь Республики, 1а                 | Был основан по инициативе известного сербского писателя Йована Стерии-Поповича. Является наиболее известным и крупным музеем в стране. В его фондах хранится 34 коллекции, насчитывающие более 400 тысяч предметов — от древних археологических культур до предметов из XX столетия. |      |
| Педагогический музей               | 24 ноября 1896  | Улица Узун Миркова, 14                 | Музей создан по инициативе Димитрия Путниковича в 1896 году Учительским содружеством Сербии с целью сбора и хранения предметов педагогической и исторической ценности. Во время обеих мировых войн был полностью уничтожен. Восстановлен после 1945 года. Коллекции музея демонстрируют историю образования у сербов начиная с раннего Средневековья.                                            |      |
| Этнографический музей              | 1901.           | Студенческая площадь, 13.              | Фонды музея насчитывают 151 990 предметов, среди которых народные костюмы, одежда, ковры, торговые инструменты, ремесленные изделия, мебель, посуда (из дерева, металла и керамики), традиционные предметы обихода, картины, старые фотографии, археологические артефакты, предметы неевропейского происхождения и т. д. Кроме того, в музее размещена крупная специализированная библиотека.    |      |